# Championnat du monde masculin de poursuite par équipes
Le Championnat du monde de poursuite par équipes masculin est le championnat du monde de la poursuite par équipes organisé annuellement par l'UCI dans le cadre des Championnats du monde de cyclisme sur piste.

## Historique
Cette épreuve a été intégrée aux championnats du monde de cyclisme sur piste en 1962. Elle est alors réservée aux coureurs "amateurs" et le podium dégagé au terme de compétitions spectaculaires donne à voir de fortes nations cyclistes sur piste : Italie, les deux Allemagnes (jusqu'en 1990), l'URSS. Elle se déroule en mode Open depuis 1993 et fait apparaître pareillement une élite des nations adeptes de la piste : Australie, Royaume-Uni, Italie. On remarque depuis lors que la Russie est pratiquement inexistante alors que l'Ukraine a repris une part de la traditionnelle force de l'URSS dans cette spécialité.
Le classement par nations montre également le faible nombre de celles-ci au palmarès, tant il semble malaisé de réunir quatre poursuiteurs de haut niveau.

## Palmarès

### Poursuite par équipes amateur
En 1984, 1988 et 1992, l'épreuve de poursuite par équipes « amateur » disputée aux Jeux olympiques attribue les médailles olympiques mais aussi le titre de champion du monde et le maillot arc-en-ciel. 
| Édition | Or                                                                                                | Argent | Bronze                                                                                          |
| ------- | ------------------------------------------------------------------------------------------------- | --- | ----------------------------------------------------------------------------------------------- |
| 1962    | Allemagne de l'Ouest- Ehrenfried Rudolph - Bernd Rohr - Klaus May - Lothar Claesges               | Danemark- Deut Hansen - Preben Isaksson - Kaj Erik Jensen - Kurt Vid-Stein                                      | Union soviétique- Arnold Belgardt - Leonid Kolumbet - Stanislav Moskvine - Viktor Romanov       |
| 1963    | Union soviétique- Arnold Belgardt - Sergeï Teretschenkov - Stanislav Moskvine - Viktor Romanov    | Allemagne de l'Ouest- Lothar Claesges - Klemens Grossimlinghaus - Karl-Heinz Henrichs - Ernst Streng            | Danemark- Deut Hansen - Preben Isaksson - Leif Larsen Kurt - Vid-Stein                          |
| 1964    | Allemagne de l'Ouest- Lothar Claesges - Karl Link - Karl-Heinz Henrichs - Ernst Streng            | Italie- Attilio Benfatto - Cencio Mantovani - Carlo Rancati - Franco Testa                                      | Union soviétique- Arnold Belgardt - Leonid Kolumbet - Stanislav Moskvine - Sergeï Teretschenkov |
| 1965    | Union soviétique- Stanislav Moskvine - Sergeï Teretschenkov - Mikhaïl Kolyuschev - Leonid Vukolov | Italie- Cipriano Chemello - Cencio Mantovani - Aroldo Spadoni - Luigi Roncaglia                                 | Tchécoslovaquie- Jiří Daler - Milan Puzrla - Frantisek Rezak - Milos Jelinek                    |
| 1966    | Italie- Cipriano Chemello - Antonio Castello - Luigi Roncaglia - Gino Pancino                     | Allemagne de l'Ouest- Karl-Heinz Henrichs - Herbert Honz - Jürgen Kissner - Karl Link                           | Tchécoslovaquie- Jiří Daler - Milan Puzrla - Frantisek Rezak - Milos Jelinek                    |
| 1967    | Union soviétique- Stanislav Moskvine - Mikhaïl Kolyuschev - Viktor Bykov - Dzintars Lācis         | Italie- Cipriano Chemello - Antonio Castello - Luigi Roncaglia - Gino Pancino                                   | Allemagne de l'Ouest- Karl-Heinz Henrichs - Rainer Podlesch - Jürgen Kissner - Karl Link        |
| 1968    | Italie- Cipriano Chemello - Lorenzo Bosisio - Giorgio Morbiato - Luigi Roncaglia                  | Argentine- Carlos Álvarez Seidanes (ca) - Juan Alves Gordon (ca) - Ernesto Contreras - Juan Alberto Merlos (ca) | Suède- Erik Pettersson - Tomas Pettersson - Gösta Pettersson - Josef Ripfel                     |
| 1969    | Union soviétique- Stanislav Moskvine - Vladimir Kuznetzov - Viktor Bykov - Sergeï Kuskov          | Italie- Pietro Algeri - Giacomo Bazzan - Giorgio Morbiato - Antonio Castello                                    | France- Claude Buchon - Bernard Darmet - René Grignon - Daniel Rebillard                        |
| 1970    | Allemagne de l'Ouest- Günter Haritz - Peter Vonhof - Hans Lutz - Günther Schumacher               | Allemagne de l'Est- Thomas Huschke - Heinz Richter - Herbert Richter - Manfred Ulbricht                         | Union soviétique- Stanislav Moskvine - Vladimir Kuznetzov - Viktor Bykov - Vladimir Semenets    |
| 1971    | Italie- Pietro Algeri - Giacomo Bazzan - Giorgio Morbiato - Luciano Borgognoni                    | Allemagne de l'Est- Thomas Huschke - Heinz Richter - Herbert Richter - Uwe Unterwalder                          | Allemagne de l'Ouest- Günter Haritz - Udo Hempel - Peter Vonhof - Jürgen Colombo                |
| 1972    | Non disputé en raison des Jeux olympiques                                                         | Non disputé en raison des Jeux olympiques                                                                       | Non disputé en raison des Jeux olympiques                                                       |
| 1973    | Allemagne de l'Ouest- Günther Schumacher - Peter Vonhof - Hans Lutz - Günter Haritz               | Grande-Bretagne- Michael Bennett - Richard Evans - Ian Hallam - William Moore                                   | Pays-Bas- Gerrie Fens - Peter Nieuwenhuis - Herman Ponsteen - Roy Schuiten                      |
| 1974    | Allemagne de l'Ouest- Günther Schumacher - Peter Vonhof - Hans Lutz - Dietrich Thurau             | Allemagne de l'Est- Thomas Huschke - Heinz Richter - Uwe Unterwalder - Klaus-Jürgen Grünke                      | Tchécoslovaquie- Jaremir Dolezal - Petrnek Kocek - Michal Klasa - Milan Puzrla                  |
| 1975    | Allemagne de l'Ouest- Günther Schumacher - Peter Vonhof - Hans Lutz - Gregor Braun                | Union soviétique- Vladimir Osokin - Vitali Petrakov - Viktor Sokolov - Alexandre Perov                          | Allemagne de l'Est- Norbert Dürpisch - Thomas Huschke - Uwe Unterwalder - Klaus-Jürgen Grünke   |
| 1976    | Non disputé en raison des Jeux olympiques                                                         | Non disputé en raison des Jeux olympiques                                                                       | Non disputé en raison des Jeux olympiques                                                       |
| 1977    | Allemagne de l'Est- Norbert Dürpisch - Gerald Mortag - Matthias Wiegand - Volker Winkler          | Allemagne de l'Ouest- Günther Schumacher - Peter Vonhof - Hans Lutz - Henry Rinklin                             | Suisse- Robert Dill-Bundi - Daniel Gisiger - Hans Kaenel - Walter Baumgartner                   |
| 1978    | Allemagne de l'Est- Uwe Unterwalder - Gerald Mortag - Matthias Wiegand - Volker Winkler           | Union soviétique- Vladimir Osokin - Vassili Ehrlich - Vitali Petrakov - Igor Pilipenko                          | Suisse- Robert Dill-Bundi - Urs Freuler - Hans Kaenel - Walter Baumgartner                      |
| 1979    | Allemagne de l'Est- Lutz Haueisen - Gerald Mortag - Axel Grosser - Volker Winkler                 | Union soviétique- Viktor Manakov - Vassili Ehrlich - Vladimir Osokin - Vitali Petrakov                          | Italie- Maurizio Bidinost - Pierangelo Bincoletto - Silvestro Milani - Sandro Callari           |
| 1980    | Non disputé en raison des Jeux olympiques                                                         | Non disputé en raison des Jeux olympiques                                                                       | Non disputé en raison des Jeux olympiques                                                       |
| 1981    | Allemagne de l'Est- Detlef Macha - Bernd Dittert - Axel Grosser - Volker Winkler                  | Union soviétique- Alexandre Krasnov - Viktor Manakov - Alexandre Kulikov - Nikolai Kuznetzov                    | Tchécoslovaquie- Martin Penc - Aleš Trčka - František Raboň - Jiri Pokorny                      |
| 1982    | Union soviétique- Konstantin Khrabtsov - Alexandre Krasnov - Valeri Movchan - Sergueï Nikitenko   | Allemagne de l'Ouest- Roland Günther - Gerhard Strittmatter - Axel Bokeloh - Michael Marx                       | Allemagne de l'Est- Detlef Macha - Mario Hernig - Gerald Buder - Volker Winkler                 |
| 1983    | Allemagne de l'Ouest - Rolf Gölz - Roland Günther - Gerhard Strittmatter - Michael Marx           | Allemagne de l'Est- Carsten Wolf - Mario Hernig - Bernd Dittert - Hans-Joachim Pohl                             | Tchécoslovaquie- Pavel Soukup - Aleš Trčka - František Raboň - Robert Sterba                    |
| 1984    | Non disputé en raison des Jeux olympiques                                                         | Non disputé en raison des Jeux olympiques                                                                       | Non disputé en raison des Jeux olympiques                                                       |
| 1985    | Italie- Roberto Amadio - Massimo Brunelli - Gianpaolo Grisandi - Silvio Martinello                | Pologne- Ryszard Davidowicz - Marian Turowski - Leszek Stępniewski - Andrzej Sikorski                           | Union soviétique - Viatcheslav Ekimov - Alexandre Krasnov - Marat Ganeïev - Vassili Schpundov   |
| 1986    | Tchécoslovaquie- Pavel Soukup - Aleš Trčka - Svatopluk Buchta - Teodor Černý                      | Allemagne de l'Est- Steffen Blochwitz - Dirk Meier - Bernd Dittert - Roland Hennig                              | Union soviétique - Viatcheslav Ekimov - Alexandre Krasnov - Viktor Manakov - Sergeï Khmelinine  |
| 1987    | Union soviétique- Viatcheslav Ekimov - Alexandre Krasnov - Viktor Manakov - Sergeï Khmelinine     | Allemagne de l'Est- Steffen Blochwitz - Dirk Meier - Carsten Wolf - Roland Hennig                               | Tchécoslovaquie- Pavel Soukup - Miroslav Kundera - Svatopluk Buchta - Miroslav Junec            |
| 1988    | Non disputé en raison des Jeux olympiques                                                         | Non disputé en raison des Jeux olympiques                                                                       | Non disputé en raison des Jeux olympiques                                                       |
| 1989    | Allemagne de l'Est- Steffen Blochwitz - Carsten Wolf - Thomas Liese - Guido Fulst                 | Union soviétique - Viatcheslav Ekimov - Evgueni Berzin - Dmitri Nelioubine - Michail Orlov                      | Italie- Marco Villa - Giovanni Lombardi - Ivan Cerioli - David Solari                           |
| 1990    | Union soviétique- Valeri Baturo - Evgueni Berzin - Dmitri Nelioubine - Alexander Gontchenkov      | Allemagne - Michael Glöckner - Stefan Steinweg - Erik Weispfennig - Andreas Walzer                              | Australie- Brett Aitken - Stephen McGlede - Darren Winter - Mark Kingsland                      |
| 1991    | Allemagne - Michael Glöckner - Stefan Steinweg - Jens Lehmann - Andreas Walzer                    | Union soviétique - Evgueni Berzin - Vladislav Bobrik - Vadim Kravchenko - Dmitri Nelioubine                     | Australie- Brett Aitken - Stephen McGlede - Shaun O'Brien - Stuart O'Grady                      |
| 1992    | Non disputé en raison des Jeux olympiques                                                         | Non disputé en raison des Jeux olympiques                                                                       | Non disputé en raison des Jeux olympiques                                                       |

### Poursuite par équipes professionnelle
| Édition | Or | Argent | Bronze |
| ------- | --- | --- | --- |
| 1993    | Australie- Brett Aitken - Tim O'Shannessey - Billy Shearsby - Stuart O'Grady                                    | Allemagne - Guido Fulst - Andreas Bach - Jens Lehmann - Torsten Schmidt                                          | Danemark- Jimmi Madsen - Klaus Kynde - Jan Bo Petersen - Lars-Otto Olsen                                       |
| 1994    | Allemagne - Guido Fulst - Andreas Bach - Jens Lehmann - Danilo Hondo                                            | États-Unis- Carl Sundquist - Dirk Copeland - Mariano Friedick - Adam Laurent                                     | Australie- Brett Aitken - Tim O'Shannessey - Rodney McGee - Stuart O'Grady                                     |
| 1995    | Australie - Bradley McGee - Tim O'Shannessey - Rodney McGee - Stuart O'Grady                                    | Ukraine- Oleksandr Symonenko - Sergiy Matveyev - Bogdan Bondariew - Dimitri Tolstenkov                           | États-Unis- Conrad Zach - Dirk Copeland - Mariano Friedick - Matt Hamon                                        |
| 1996    | Italie- Andrea Collinelli - Adler Capelli - Cristiano Citton - Mauro Trentini                                   | France- Philippe Ermenault - Jean-Michel Monin - Francis Moreau - Cyril Bos                                      | Allemagne- Guido Fulst - Thorsten Rund - Heiko Szonn - Danilo Hondo                                            |
| 1997    | Italie- Andrea Collinelli - Adler Capelli - Cristiano Citton - Mario Benetton                                   | Ukraine- Oleksandr Symonenko - Sergiy Matveyev - Alexander Fedenko - Oleksandr Klymenko                          | France - Philippe Ermenault - Jérôme Neuville - Carlos Da Cruz - Franck Perque                                 |
| 1998    | Ukraine- Oleksandr Symonenko - Sergiy Matveyev - Alexander Fedenko - Ruslan Pidgornyy                           | Allemagne- Guido Fulst - Robert Bartko - Daniel Becke - Christian Lademann                                       | Italie - Andrea Collinelli - Adler Capelli - Cristiano Citton - Mario Benetton                                 |
| 1999    | Allemagne - Guido Fulst - Robert Bartko - Daniel Becke - Jens Lehmann                                           | France- Philippe Ermenault - Jérôme Neuville - Francis Moreau - Cyril Bos                                        | Russie- Eduard Gritsun - Alexei Markov - Vladislav Borisov - Denis Smyslov                                     |
| 2000    | Allemagne - Guido Fulst - Sebastian Siedler - Daniel Becke - Jens Lehmann                                       | Grande-Bretagne- Paul Manning - Bradley Wiggins - Chris Newton - Jonathan Clay                                   | France- Damien Pommereau - Jérôme Neuville - Philippe Gaumont - Cyril Bos                                      |
| 2001    | Ukraine- Oleksandr Symonenko - Serhiy Cherniavskiy - Alexander Fedenko - Lyubomyr Polatayko                     | Grande-Bretagne- Paul Manning - Bradley Wiggins - Chris Newton - Bryan Steel                                     | Allemagne- Guido Fulst - Sebastian Siedler - Christian Bach - Jens Lehmann                                     |
| 2002    | Australie - Peter Dawson - Brett Lancaster - Stephen Wooldridge - Luke Roberts                                  | Allemagne - Guido Fulst - Sebastian Siedler - Christian Bach - Jens Lehmann                                      | Grande-Bretagne- Paul Manning - Bradley Wiggins - Chris Newton - Bryan Steel                                   |
| 2003    | Australie - Graeme Brown - Peter Dawson - Brett Lancaster - Luke Roberts                                        | Grande-Bretagne- Robert Hayles - Paul Manning - Bryan Steel - Bradley Wiggins                                    | France- Fabien Merciris - Jérôme Neuville - Franck Perque - Fabien Sanchez                                     |
| 2004    | Australie - Peter Dawson - Ashley Hutchinson - Luke Roberts - Stephen Wooldridge                                | Grande-Bretagne- Robert Hayles - Paul Manning - Chris Newton - Bryan Steel                                       | Espagne- Carlos Castaño Panadero - Sergi Escobar - Asier Maeztu - Carlos Torrent                               |
| 2005    | Grande-Bretagne - Steve Cummings - Robert Hayles - Paul Manning - Chris Newton                                  | Pays-Bas- Levi Heimans - Jens Mouris - Peter Schep - Niki Terpstra                                               | Australie- Matthew Goss - Ashley Hutchinson - Mark Jamieson - Stephen Wooldridge                               |
| 2006    | Australie - Peter Dawson - Matthew Goss - Mark Jamieson - Stephen Wooldridge                                    | Grande-Bretagne - Steve Cummings - Robert Hayles - Paul Manning - Geraint Thomas                                 | Ukraine- Volodymyr Dyudya - Roman Kononenko - Maxim Polischuk - Lyubomyr Polatayko                             |
| 2007    | Grande-Bretagne - Edward Clancy - Geraint Thomas - Paul Manning - Bradley Wiggins                               | Ukraine - Roman Kononenko - Lyubomyr Polatayko - Maxim Polischuk - Vitaliy Shchedov                              | Danemark - Casper Jørgensen - Jens-Erik Madsen - Michael Mørkøv - Alex Rasmussen                               |
| 2008    | Grande-Bretagne - Edward Clancy - Bradley Wiggins - Paul Manning - Geraint Thomas                               | Danemark - Michael Færk Christensen - Alex Rasmussen - Jens-Erik Madsen - Casper Jørgensen                       | Australie - Graeme Brown - Luke Roberts - Bradley McGee - Mark Jamieson                                        |
| 2009    | Danemark - Michael Færk Christensen - Alex Rasmussen - Jens-Erik Madsen - Casper Jørgensen                      | Australie - Jack Bobridge - Rohan Dennis - Leigh Howard - Cameron Meyer                                          | Nouvelle-Zélande - Westley Gough - Peter Latham - Marc Ryan - Jesse Sergent                                    |
| 2010    | Australie - Jack Bobridge - Michael Hepburn - Leigh Howard - Cameron Meyer                                      | Grande-Bretagne - Edward Clancy - Steven Burke - Ben Swift - Andrew Tennant                                      | Nouvelle-Zélande - Westley Gough - Peter Latham - Sam Bewley - Jesse Sergent                                   |
| 2011    | Australie - Jack Bobridge - Michael Hepburn - Rohan Dennis - Luke Durbridge                                     | Russie - Alexei Markov - Ievgueni Kovalev - Ivan Kovalev - Alexander Serov                                       | Grande-Bretagne - Samuel Harrison - Steven Burke - Peter Kennaugh - Andrew Tennant                             |
| 2012    | Grande-Bretagne- Edward Clancy - Steven Burke - Peter Kennaugh - Geraint Thomas                                 | Australie- Glenn O'Shea - Jack Bobridge - Rohan Dennis - Michael Hepburn                                         | Nouvelle-Zélande- Aaron Gate - Sam Bewley - Westley Gough - Marc Ryan                                          |
| 2013    | Australie- Glenn O'Shea - Alexander Edmondson - Michael Hepburn - Alexander Morgan                              | Grande-Bretagne- Steven Burke - Edward Clancy - Samuel Harrison - Andrew Tennant                                 | Danemark- Lasse Norman Hansen - Casper von Folsach - Mathias Møller Nielsen - Rasmus Christian Quaade          |
| 2014    | Australie- Luke Davison - Glenn O'Shea - Alexander Edmondson - Mitchell Mulhern                                 | Danemark- Casper von Folsach - Lasse Norman Hansen - Rasmus Christian Quaade - Alex Rasmussen                    | Nouvelle-Zélande- Aaron Gate - Pieter Bulling - Dylan Kennett - Marc Ryan                                      |
| 2015    | Nouvelle-Zélande- Alex Frame - Pieter Bulling - Dylan Kennett - Regan Gough - Marc Ryan                         | Grande-Bretagne- Edward Clancy - Steven Burke - Owain Doull - Geraint Thomas                                     | Australie- Miles Scotson - Alexander Edmondson - Luke Davison - Jack Bobridge                                  |
| 2016    | Australie- Sam Welsford - Michael Hepburn - Callum Scotson - Miles Scotson - Alexander Porter - Luke Davison    | Grande-Bretagne- Jonathan Dibben - Edward Clancy - Owain Doull - Bradley Wiggins - Steven Burke - Andrew Tennant | Danemark- Lasse Norman Hansen - Niklas Larsen - Frederik Madsen - Casper von Folsach - Rasmus Christian Quaade |
| 2017    | Australie- Sam Welsford - Cameron Meyer - Alexander Porter - Nicholas Yallouris - Kelland O'Brien - Rohan Wight | Nouvelle-Zélande- Regan Gough - Pieter Bulling - Dylan Kennett - Nick Kergozou                                   | Italie- Simone Consonni - Liam Bertazzo - Filippo Ganna - Francesco Lamon - Michele Scartezzini                |
| 2018    | Grande-Bretagne- Edward Clancy - Kian Emadi - Ethan Hayter - Charlie Tanfield                                   | Danemark- Niklas Larsen - Julius Johansen - Frederik Madsen - Casper von Folsach                                 | Italie- Simone Consonni - Liam Bertazzo - Filippo Ganna - Francesco Lamon                                      |
| 2019    | Australie- Sam Welsford - Kelland O'Brien - Alexander Porter - Leigh Howard - Cameron Scott                     | Grande-Bretagne- Ethan Hayter - Edward Clancy - Kian Emadi - Charlie Tanfield - Oliver Wood                      | Danemark- Lasse Norman Hansen - Julius Johansen - Rasmus Pedersen - Casper von Folsach - Niklas Larsen         |
| 2020    | Danemark- Lasse Norman Hansen - Julius Johansen - Frederik Madsen - Rasmus Pedersen                             | Nouvelle-Zélande- Campbell Stewart - Corbin Strong - Aaron Gate - Jordan Kerby - Regan Gough                     | Italie- Simone Consonni - Filippo Ganna - Francesco Lamon - Jonathan Milan - Michele Scartezzini               |
| 2021    | Italie- Liam Bertazzo - Simone Consonni - Filippo Ganna - Jonathan Milan - Francesco Lamon                      | France- Thomas Boudat - Thomas Denis - Valentin Tabellion - Benjamin Thomas                                      | Grande-Bretagne- Ethan Hayter - Ethan Vernon - Charlie Tanfield - Oliver Wood - Kian Emadi                     |
| 2022    | Grande-Bretagne- Ethan Hayter - Oliver Wood - Ethan Vernon - Daniel Bigham                                      | Italie- Simone Consonni - Filippo Ganna - Jonathan Milan - Manlio Moro - Francesco Lamon                         | Danemark- Tobias Aagaard Hansen - Carl-Frederik Bévort - Lasse Norman Hansen - Rasmus Pedersen                 |
| 2023    | Danemark- Niklas Larsen - Carl-Frederik Bévort - Lasse Norman Leth - Rasmus Pedersen - Frederik Madsen          | Italie- Filippo Ganna - Francesco Lamon - Jonathan Milan - Manlio Moro - Simone Consonni                         | Nouvelle-Zélande- Aaron Gate - Campbell Stewart - Thomas Sexton - Nick Kergozou                                |
| 2024    | Danemark- Tobias Aagaard Hansen - Carl-Frederik Bévort - Niklas Larsen - Frederik Rodenberg - Rasmus Pedersen   | Grande-Bretagne- Ethan Hayter - Josh Charlton - Charlie Tanfield - Oliver Wood - Rhys Britton                    | Allemagne- Tim Torn Teutenberg - Benjamin Boos - Ben Felix Jochum - Bruno Kessler - Felix Groß                 |

## Bilan
| Rang | Coureur            | Pays                 | Médaille d'or, Coupe du Monde | Médaille d'argent, Coupe du Monde | Médaille de bronze, Coupe du Monde | Total |
| ---- | ------------------ | -------------------- | ----------------------------- | --------------------------------- | ---------------------------------- | ----- |
| 1    | Edward Clancy      | Grande-Bretagne      | 4                             | 5                                 | 0                                  | 9     |
| 2    | Guido Fulst        | Allemagne            | 4                             | 3                                 | 2                                  | 9     |
| 3    | Peter Vonhof       | Allemagne de l'Ouest | 4                             | 1                                 | 1                                  | 6     |
| 4    | Michael Hepburn    | Australie            | 4                             | 1                                 | 0                                  | 5     |
| 4    | Hans Lutz          | Allemagne de l'Ouest | 4                             | 1                                 | 0                                  | 5     |
| 4    | Günther Schumacher | Allemagne de l'Ouest | 4                             | 1                                 | 0                                  | 5     |
| 7    | Stanislav Moskvine | Union soviétique     | 4                             | 0                                 | 3                                  | 7     |
| 8    | Volker Winkler     | Allemagne de l'Est   | 4                             | 0                                 | 1                                  | 5     |
| 9    | Peter Dawson       | Australie            | 4                             | 0                                 | 0                                  | 4     |
| 10   | Paul Manning       | Grande-Bretagne      | 3                             | 5                                 | 1                                  | 9     |

| Rang  | Pays               | Médaille d'or, Coupe du Monde | Médaille d'argent, Coupe du Monde | Médaille de bronze, Coupe du Monde | Total |
| ----- | ------------------ | ----------------------------- | --------------------------------- | ---------------------------------- | ----- |
| 1     | Australie          | 13                            | 2                                 | 6                                  | 21    |
| 2     | Allemagne          | 11                            | 8                                 | 5                                  | 24    |
| 3     | Union soviétique   | 7                             | 6                                 | 5                                  | 18    |
| 4     | Italie             | 7                             | 5                                 | 7                                  | 19    |
| 5     | Grande-Bretagne    | 6                             | 12                                | 3                                  | 21    |
| 6     | Allemagne de l'Est | 5                             | 6                                 | 2                                  | 13    |
| 7     | Danemark           | 4                             | 4                                 | 7                                  | 15    |
| 8     | Ukraine            | 2                             | 3                                 | 1                                  | 6     |
| 9     | Nouvelle-Zélande   | 1                             | 2                                 | 5                                  | 8     |
| 10    | Tchécoslovaquie    | 1                             | 0                                 | 6                                  | 7     |
| 11    | France             | 0                             | 3                                 | 4                                  | 7     |
| 12    | États-Unis         | 0                             | 1                                 | 1                                  | 2     |
| 12    | Pays-Bas           | 0                             | 1                                 | 1                                  | 2     |
| 12    | Russie             | 0                             | 1                                 | 1                                  | 2     |
| 15    | Argentine          | 0                             | 1                                 | 0                                  | 1     |
| 15    | Pologne            | 0                             | 1                                 | 0                                  | 1     |
| 17    | Suisse             | 0                             | 0                                 | 2                                  | 2     |
| 18    | Espagne            | 0                             | 0                                 | 1                                  | 1     |
| 18    | Suède              | 0                             | 0                                 | 1                                  | 1     |
| Total | Total              | 57                            | 57                                | 57                                 | 171   |